# Malapalud

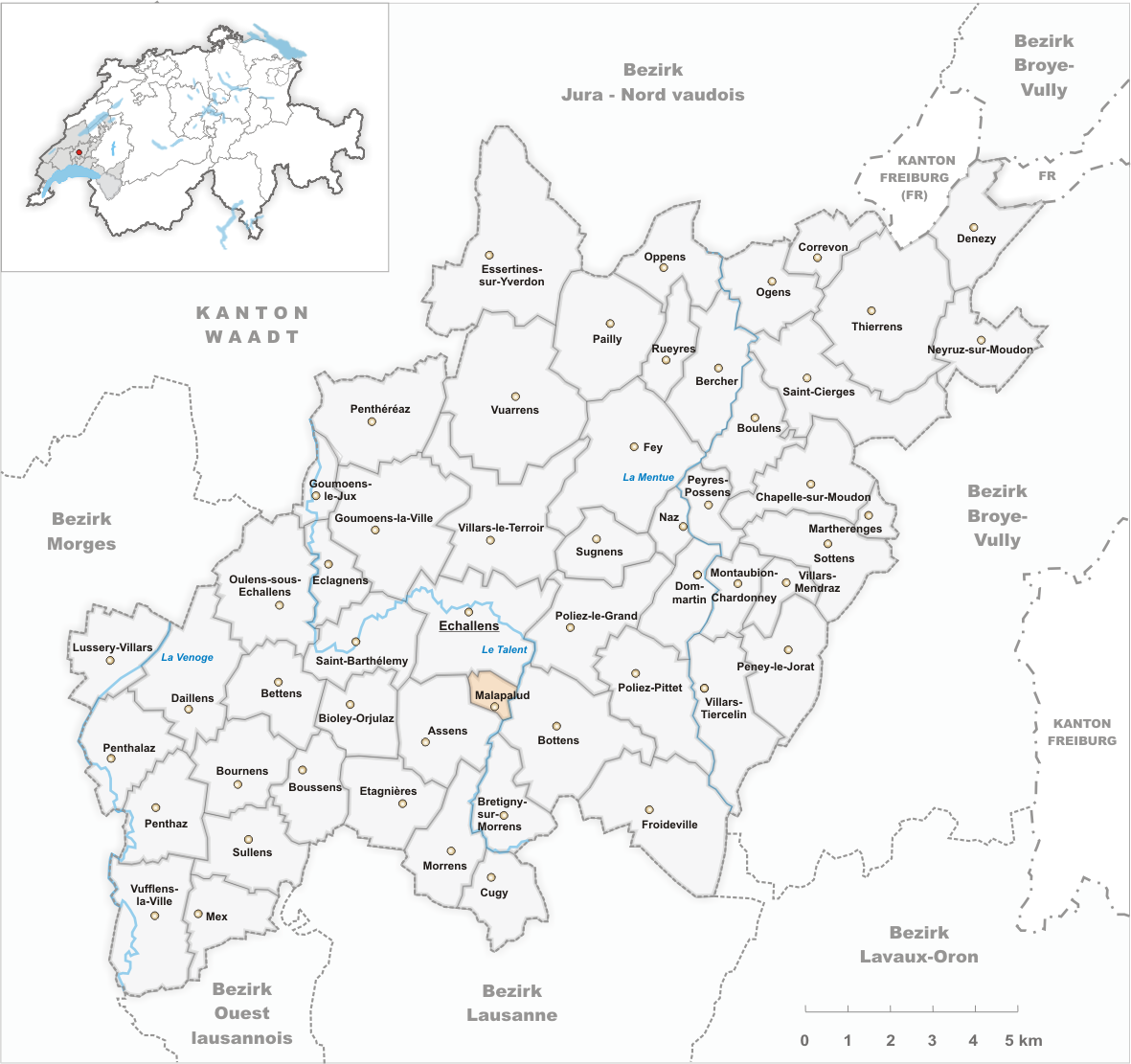
Gemeindestand vor der Fusion am 31. Dezember 2008

Malapalud war bis 31. Dezember 2008 eine politische Gemeinde im Distrikt Gros-de-Vaud des Kantons Waadt in der Schweiz.
Zum 1. Januar 2009 fusionierte Malapalud mit der Gemeinde Assens zur neuen Gemeinde Assens.

## Geographie
Malapalud liegt auf 663 m ü. M., zwei Kilometer südlich von Echallens und elf Kilometer nördlich der Kantonshauptstadt Lausanne (Luftlinie). Das kleine Bauerndorf erstreckt sich auf einer Hochfläche des Gros de Vaud, westlich des Talent, am Nordwestrand des Höhen des Jorat, im Waadtländer Mittelland.
Die Fläche des 0,8 km² grossen ehemaligen Gemeindegebiets umfasst einen kleinen Abschnitt des Waadtländer Mittellandes. Der Gemeindeboden erstreckte sich vom Oberlauf des Talent westwärts auf die rund 700 m breite Hochfläche von Malapalud, auf der mit 676 m ü. M. (Mont Raimond) die höchste Erhebung erreicht wird. Im Norden verlief die Grenze entlang des Waldrandes des Bois de la Commune von Echallens. Von der Gemeindefläche entfielen 1997 4 % auf Siedlungen, 18 % auf Wald und Gehölze und 78 % auf Landwirtschaft.
Zu Malapalud gehörte der Hof Berchères (650 m ü. M.). Nachbargemeinden von Malapalud waren Echallens, Bottens und Assens.

## Bevölkerung
Mit 92 Einwohnern (Ende 2008) gehörte Malapalud zu den kleinsten Gemeinden des Kantons Waadt. Von den Bewohnern sind 77,1 % französischsprachig, 14,8 % deutschsprachig und 6,6 % portugiesischsprachig (Stand 2000). Die Bevölkerungszahl von Malapalud belief sich 1900 auf 58 Einwohner. Nachdem die Bevölkerung bis 1990 auf 48 Personen abgenommen hatte, wurde wieder eine leichte Bevölkerungszunahme verzeichnet.

## Wirtschaft
Malapalud lebt noch heute von der Landwirtschaft, insbesondere von Ackerbau und Viehzucht. Auf dem Gelände des Hofes Berchères, auf dem Pferdezucht betrieben wird, gibt es eine Pferderennbahn. Ausser in einer Sägerei gibt es im Dorf keine weiteren Arbeitsplätze. Einige Dorfbewohner sind Wegpendler und arbeiten in Echallens.

## Verkehr
Die ehemalige Gemeinde liegt abseits grösserer Durchgangsstrassen, rund 1 km von der Hauptstrasse von Lausanne nach Echallens entfernt. Malapalud besitzt keine Anbindung an das Netz des öffentlichen Verkehrs.

## Geschichte
Der Ortsname ist von den lateinischen Wörtern mala palus abgeleitet und bedeutet wörtlich übersetzt schlechter Sumpf (schlechtes Gelände in einem sumpfigen Gebiet). Malapalud gehörte im Mittelalter zur Herrschaft Bottens. Nach den Burgunderkriegen kam das Dorf 1476 an die Vogtei Orbe-Echallens, die unter der gemeinen Herrschaft von Bern und Freiburg stand. Nach dem Zusammenbruch des Ancien Régime gehörte Malapalud von 1798 bis 1803 während der Helvetik zum Kanton Léman, der anschliessend mit der Inkraftsetzung der Mediationsverfassung im Kanton Waadt aufging. 1798 wurde es dem Bezirk Echallens zugeteilt. Malapalud besitzt keine eigene Kirche, es gehört zur Pfarrei Assens.